# Halictus subauratus
Espèce
Synonymes
- Halictus subauratus[2]
- Seladonia subaurata (Rossi, 1792) (préféré par NCBI)[2]

Halictus subauratus, communément appelé Seladonia dorée, est une espèce d'abeilles de la famille des Halictidae.
Synonyme :
- Seladonia subaurata (Rossi, 1792)